# مدل بهینگی
در زیست‌شناسی، مدل‌های بهینگی (به انگلیسی: Optimality models)، ابزاری هستند که برای ارزیابی هزینه‌ها و مزایای صفات، خصوصیات و ویژگی‌های مختلف جانداران زنده، از جمله رفتار، در دنیای طبیعی استفاده می‌شوند. این ارزیابی به پژوهشگران اجازه می‌دهد تا در مورد رفتار بهینه یک جاندار زنده یا سایر جنبه‌های فنوتیپ آن پیش‌بینی کنند. مدل‌سازی بهینه جنبه مدل‌سازی نظریه بهینه‌سازی (Optimization) است. این امکان محاسبه و تجسم هزینه‌ها و مزایایی را که بر نتیجه یک تصمیم تأثیر می‌گذارد را می‌دهد و به درک سازگاری کمک می‌کند. رویکرد مبتنی بر مدل‌های بهینه‌سازی در زیست‌شناسی گاهی نظریه بهینگی (Optimality theory) نامیده می‌شود.